# 造湖
造湖是一个位于中国江西省湖口县的湖泊，面积约为3平方千米。